# Ołeniwka (obwód chmielnicki)
Ołeniwka (ukr. Оленівка) – wieś na Ukrainie w rejonie kamienieckim obwodu chmielnickiego. Zamieszkuje ją obecnie 447 osoby.